# Ó, azok a szép napok!
Az Ó, azok a szép napok! (angolul: Happy Days; franciául: Oh les beaux jours) Samuel Beckett ír származású francia író kétfelvonásos színműve. 1960-1961-ben íródott angolul. Francia fordítását maga a szerző készítette Oh les beaux jours címmel.

## A darabról
Beckett a drámát 1960. október 8-án kezdte írni és 1961. május 14-én fejezte be. Beckett a mű franciára fordítását 1962 novemberében fejezte be.
Beckettben karrierjének ebben a szakaszában mind jobban tudatosult annak fontossága, hogy felülvizsgálja munkáját valódi bemutatók révén. Így írt 1961. május 18-án a Grove Pressnek az Ó, azok a szép napok!-ról: „Jobban szeretném, ha a szöveg nem jelenne meg semmilyen formában a bemutató előtt és nem jelenne meg könyv alakban, amíg nem láttam néhány előadást Londonban. Nem tudom véglegesíteni mielőtt a tényleges munka a színházban be nem fejeződött.”
A mű először az Egyesült Államokban jelent meg 1961-ben a Grove Press kiadásában. Egy évvel később kiadta az angliai Faber and Faber is.
A darab színházi ősbemutatóját 1961. szeptember 17-én tartották a New York-i Cherry Lane Theatre-ben  Alan Schneider rendezésében, Ruth White főszereplésével.
Magyarországi bemutatóiban olyan színésznők is eljátszották Winnie szerepét mint Tolnay Klári, Törőcsik Mari és Pogány Judit.
A darab filmváltozata 2001-ben készült el a Beckett on Film projekt keretében. A filmet Patricia Rozema rendezte, Winnie szerepét Rosaleen Linehan játszotta.

## Szereplők
Winnie, ötvenéves; Willie, hatvanéves.

## Magyarországi kiadásai
- Nagyvilág, 15. évf. 1. sz. (1970. jan.) 83-103. old. (ford.: Kolozsvári Grandpierre Emil.)
- Drámák. - Bp.: Európa, 1970. 229-266. old. (ford.: Kolozsvári Grandpierre Emil.)
- Samuel Beckett összes drámái. - Bp.: Európa Könyvkiadó, 1998. 153-193. old. (ford.: Kolozsvári Grandpierre Emil.)
- Samuel Beckett összes drámái - Eleutheria. - Bp.: Európa Könyvkiadó, 2006. 153-193. old. (ford.: Kolozsvári Grandpierre Emil.)

## Magyarországi bemutatói (válogatás)
- Ó, azok a szép napok! (Magyarországi bemutató), a Szegedi Nemzeti Színház előadása, 1970. Rendezte: Vass Károly. Winnie: Stefanik Irén. Willie: Szendrő Iván.
- Ó, azok a szép napok!, Budapest, a Madách Színház Stúdiója, 1970. Rend. Vámos László. Winnie: Tolnay Klári Willie: Koltai János később Mensáros László.
- Ó, azok a szép napok!, Kaposvár, a Csiky Gergely Színház Stúdiószínháza, 1979. Rend. Ascher Tamás. Winnie: Pogány Judit.
- Ó, azok a szép napok!, Kaposvár, a Csiky Gergely Színház Stúdiószínháza, 1982. Rend. Ascher Tamás. Winnie: Pogány Judit. Willie: Jordán Tamás, később: Lukáts Andor.
- Ó, azok a szép napok!, Kecskeméti Katona József Színház, 1984. Rend. Banovich Tamás. Winnie:  Törőcsik Mari. Willie: Lakky József.
- Szép napok, Katona József Színház, Sufni, 2014. Rend: Székely Kriszta. Winnie: Szirtes Ági. Willie: Bezerédi Zoltán/ Dióssi Gábor m.v.